# Línea Barcelona-Manresa-Cervera-Lérida-Zaragoza
La línea Barcelona-Manresa-Cervera-Lérida-Almacellas o línea de Zaragoza es una línea de ferrocarril de 173,1 kilómetros de longitud que transcurre por el interior de Cataluña que une la ciudad de Barcelona con Sabadell, Tarrasa, Manresa, Calaf, Cervera, Tárrega, Mollerusa y Lérida para después seguir hacia Zaragoza.
Esta línea fue construida por la Compañía del Ferrocarril de Zaragoza a Barcelona y en 1861 llegaba a Zaragoza. La antigua estación terminal en Barcelona de la línea de Barcelona a Zaragoza fue la estación de Zaragoza más tarde llamada estación del Norte y que actualmente es una estación de autobuses. No fue hasta 1932 que se construyó el nuevo ramal hasta Plaza de Cataluña y el 1972 hasta la estación de Sants.

## Historia

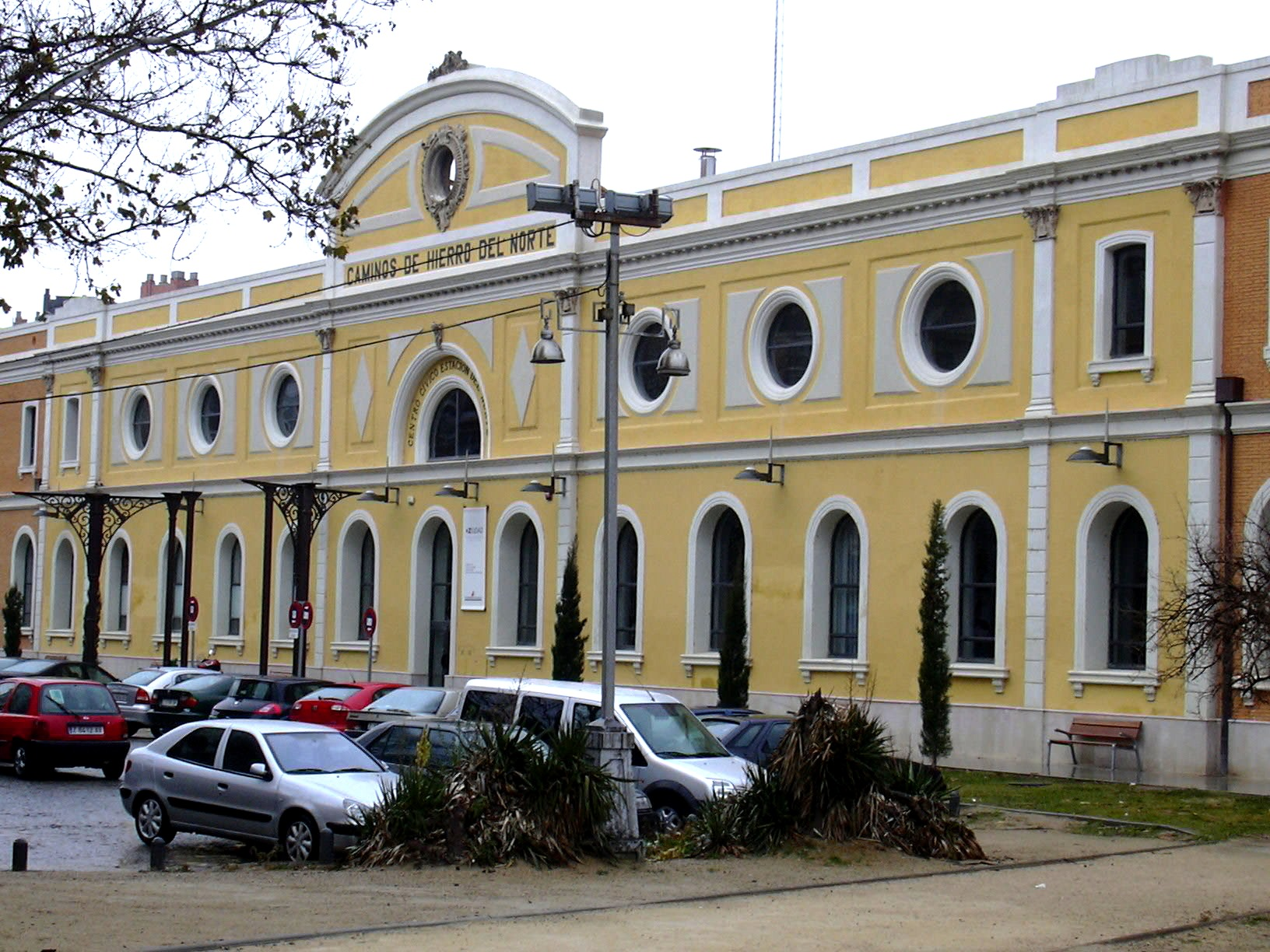
Antigua estación del Norte de Zaragoza-Arrabal, actualmente convertida en centro cívico.

La construcción del ferrocarril de Barcelona a Zaragoza, fue impulsada inicialmente por el notario José María Planas y Compte, al proponer, en su calidad de diputado provincial por Barcelona, la creación de una sociedad destinada a construir dicha línea. La Diputación de Barcelona, en sesión de 8 de mayo de 1852, expuso al Gobierno la conveniencia de establecer tal línea. Esta propuesta contó con el apoyo de la Sociedad económica de Amigos del País y del Ayuntamiento de Barcelona. La solicitud presentada al Ministerio de Fomento para la creación de la sociedad, fue rechazada mediante Real Orden de 6 de septiembre de 1852, al considerar el ministerio que las Diputaciones Provinciales no estaban autorizadas a patrocinar empresas. La línea de Zaragoza era la que iba a permitir el transporte de mercancías entre el centro peninsular y el puerto de Barcelona, con la importancia que ello suponía, además del tráfico de pasajeros. Esta línea, además, acercaba a la realidad, la conexión ferroviaria entre Madrid y Barcelona.
Superado este inconveniente, la sociedad no recibió el apoyo del Gobierno, al negársele la concesión de los beneficios contemplados en la Ley de Ferrocarriles de 20 de febrero de 1850. En cualquier caso, estas concesiones se realizaban sobre una compañía que no tenía la concesión, que consiguió, provisionalmente, mediante el Real Decreto de 3 de noviembre de 1852. La concesión se efectuó la empresa Ferrocarril de Barcelona a Zaragoza vía Monzón y Lérida. La concesión definitiva llegó con el Real Decreto de 30 de noviembre de 1852. El carril empleado en las secciones entre Barcelona y Manresa era del tipo Barlow.

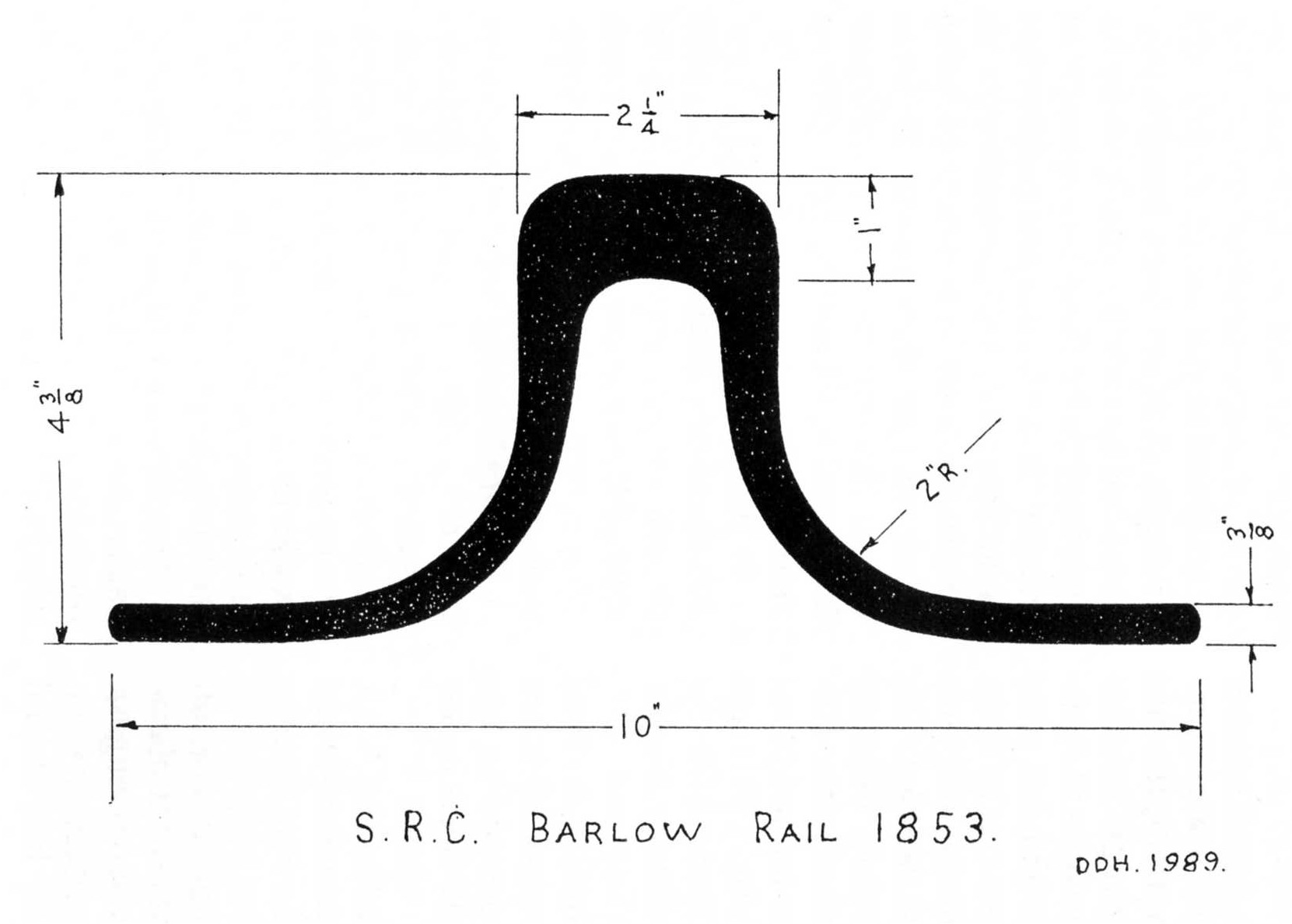
Perfil del rail inventado por William Henry Barlow, que se apoya directamente sobre la base.

La Junta que solicitó del Gobierno la ejecución de la línea por secciones. La primera crisis de la compañía a lo largo de 1853, quedó solucionada por Planas, mediante un convenio con la casa Girona Hermanos, Clavé y Cía., cuyo papel fue decisivo en la construcción de la línea, comprometiéndose a construirla por 190.685,50 pesetas por kilómetro, y a suscribir 1/3 de las acciones necesarias y el 50 % de las emitidas para completar la 1ª sección hasta Manresa.
En el planteamiento de la línea, había diversas posibles entradas de la línea a Barcelona. La empresa Girona Hermanos, Clavé y Cía. tenía planteado una línea entre Moncada y Manresa, donde empalmaba con la línea de Granollers a Barcelona. En un principio habían pensado llegar a un entendimiento con la Compañía del Camino de Hierro del Centro para aprovechar la línea que ésta estaba construyendo entre Barcelona y Martorell, para seguir el camino habitual hacia Lérida, vía Igualada y Cervera (la línea que seguía la carretera nacional, actualmente, autovía A-2), desde donde continuaría hacia Zaragoza.
Finalmente, los Girona decidieron aprovechar la concesión de la línea de Manresa, que tenía su empresa Girona Hermanos, Clavé y Cía., para dirigirse a Lérida desde allí, vía Cervera. Por Real decreto de noviembre de 1852 se confirmó la concesión de una línea que enlazaba Barcelona con Zaragoza a través de Lérida. El capital necesario se estimó en 250 millones de reales y la línea debería tener cuatro secciones: la primera, de Barcelona a Manresa, la segunda de Manresa a Lérida; la tercera de Lérida a Monzón y la cuarta de Monzón a Zaragoza.
En la promoción de esta sociedad habían participado sobre todo capitalistas catalanes como Girona Hermanos, Clavé y Cía. y algunos aragoneses. El primer problema a solventar era la viabilidad técnica del trazado de la línea por Manresa dada la escabrosidad del terreno. El ingeniero Pere de Andrés y Puigdollers, al servicio de la Casa Girona, que estaba haciendo el proyecto de la línea hasta Manresa dio la completa seguridad de que el ferrocarril podía llegar a Manresa y de allí a Lérida. La casa Girona Hermanos, Clavé y Cía se comprometió a construir la línea a un precio determinado por kilómetro y a suscribir la mitad del capital de la sociedad.

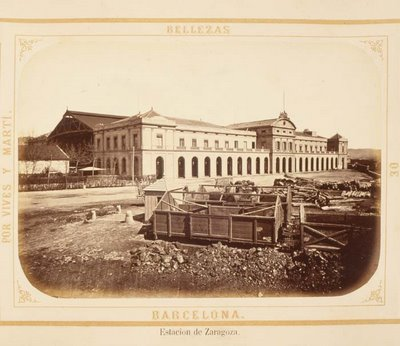
Estación término de Barcelona del Ferrocarril de Zaragoza, actualmente un lateral de la Estación del Norte, reconvertida en estación de autobuses.

Dada las enormes dificultades del trazado entre Barcelona y Manresa, finalmente sería Catalana de Crédito la entidad que financiaría las obras. En 1860 el tren llega a Lérida y el 6 de noviembre de 1861 se celebró en Zaragoza la inauguración de la línea en la estación del Arrabal, al otro lado del Ebro, llegando así el primer ferrocarril a esta ciudad. En Barcelona la terminal era inicialmente la Estación de Francia, pero en 1862 inauguró su propia estación, la Estación del Norte o de Vilanova y se inauguró en 1862.
La explotación hacía Zaragoza, se iniciaba con la línea de Barcelona a Granollers hasta Montcada, que se encontraba en explotación en 1856, y desde allí accedía a Tarrasa y, a 32,453 km de ésta, a Manresa. El tramo entre Tarrasa y Manresa es muy abrupto y dificultoso, de los más complicados construidos en Europa. Entre las obras de fábrica más importantes, se encuentra el puente sobre la Rambla de Buxadell donde, modificando el primitivo proyecto se autorizó el desvío de la Rambla construyendo un terraplén de 36 m de altura. El puente constaba de 18 arcos de 16,60 m de luz y de 36 m de altura, siendo su longitud de 280 m . La sección entre Tarrasa a Manresa, fue proyectada y dirigida por el ingeniero de caminos Pedro de Andrés y Puigdollers, con el apoyo del ayudante de obras públicas Luís Masse, donde tuvieron que afrontar la complicada orografía mediante:
- 81 desmontes, algunos de bastante altura, cubicando 3.000.000 t de desmontes
- 7 túneles de 1400 m de longitud total, siendo el más importante el de Torrella
- 5 viaductos o puentes sobre el Llobregat y el Cardoner
- Las estaciones de Olesa, Monistrol de Montserrat y Manresa

Manuel Girona y Agrafel impuso un duro ritmo de trabajo en la línea, para la que no se encontraba personal suficiente, obteniendo del gobierno que pudiesen trabajar y redimir penas por el trabajo, los presidiarios que quisiesen acogerse a esta opción, cobrando el salario normal, tal como se había hecho en la construcción del Canal de Urgel. La construcción de esta línea era la obra pública más importante acometida hasta la fecha en España.
El primer tramo entre Montcada y Sabadell, entró en funcionamiento en febrero de 1855. No se permitió el inicio de la línea en Barcelona por coincidir los trazados con la línea de Barcelona a Granollers. En 1854 se construyó el tramo de 11,9 kilómetros entre Moncada y Sabadell, el 11 de febrero de 1855 se inició su funcionamiento, quedando la explotación del tramo inicial a cargo de la Compañía del Camino de Hierro del Norte, que explotaba el tramo Barcelona a Granollers.
La casa Girona Hermanos, Clavé y Cía. inició las obras del tramo Montcada a Sabadell en cuanto se firmó el contrato de obras. En la escritura pública de 9 de diciembre de 1853, la casa Girona Hermanos, Clavé y Cía. traspasó a la compañía del Ferrocarril de Barcelona a Zaragoza las concesiones que tenía sobre la sección de Montcada a Manresa y las obras realizadas entre Montcada y Sabadell. Girona Hermanos, Clavé y Cía se comprometió a suscribir 1/3 de las acciones de la nueva compañía.
Una vez construida la línea hasta Tarrasa, los trabajos hasta Zaragoza iniciados en 1855, prosiguieron en 1856 cubriendo los 32,02 km hasta Manresa bajo la dirección del ingeniero de caminos Puigdollers, siendo contratista de las obras la empresa Girona Hermnanos, Clavé y Cía. Las importantes obras de fábrica de la línea, la más complicada que se había construido en España hasta la fecha, supusieron para la compañía un alto coste. Paralelamente se trabajaba en el tramo de Manresa a Lérida.
La concesión definitiva de la línea de Barcelona a Zaragoza se otorgó, por real cédula de 30 de noviembre de 1855, a la Sociedad del Ferrocarril de Zaragoza a Barcelona, invirtiendo el orden de las capitales en la designación de la sociedad. La Ley General de Ferrocarriles de 3 de junio de 1855, estableció que el capital social de las compañías debería ser igual al importe de la línea, no obstante admitía que si la compañía adjudicataria acreditaba la suscripción de las 2/3 del capital se podría obtener el tercio restante mediante empréstitos. La concesión de 1853 permitía establecer el ferrocarril por secciones. La Sociedad del Ferrocarril de Zaragoza a Barcelona convino con el contratista Girona Hermanos, Clavé y Cía, que eran los concesionarios del Ferrocarril de Moncada a Sabadell y Tarrasa, que este tramo figurase como la primera Sección entre Barcelona y Manresa. Cuando se obtuvo la concesión definitiva de la línea hasta Zaragoza, se formalizó el empréstito con la Compañía Catalana General de Crédito.
El 1 de marzo de 1857 la junta general de accionistas, para afrontar la ampliación entre Tarrasa y Manresa, consiguió la financiación de la Compañía Catalana General de Crédito]. La sección entre Tarrasa y Manresa quedó terminada el 4 de julio de 1859, prosiguiendo la construcción hasta Lérida. Hubo que superar las diferencias de cota de los 235 m de Manresa a los 725 m del punto más elevado de la línea, mediante un trazado que exigió en los primeros 30 km la construcción de ocho túneles y cuatro puentes. No obstante, las pendientes eran tan fuertes que los trenes tenían que llevar en este tramo dos locomotoras de vapor en tándem. Paralelamente se proseguieron trabajos de infraestructura de la línea entre Tárrega y Lérida y de la sección de Lérida a Zaragoza.

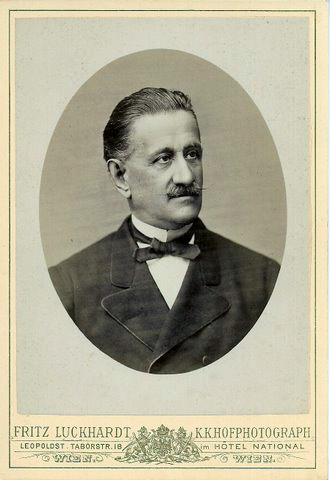
Manuel Girona i Agrafel.

Los principales accionistas de la compañía en la Junta general de 30 de abril de 1860 eran: Girona Hermanos, Clavé y Cía., Catalana General de Crédito, José Manuel Planas, Miguel Biada, Joaquín Arimón, Manuel Girona y Agrafel, Ignacio Girona y Agrafel, Casimiro Girona y Agrafel, Antonia Girona y Agrafel de Rodríguez, Mercedes Girona y Agrafel de Anzizu, Ignacio Girona y Targa (socio comanditario de Girona Hermanos, Clavé y Cía y padre de los hermanos Girona y Agrafel), Amelia de Vilanova de Girona (esposa de Ignacio Girona y Agrafel), Carolina Vidal de Girona (esposa de Manuel Girona y Agrafel), Emilia Clavé de Girona (esposa de Casimiro Girona y Agrafel), Pablo Enrich (viudo de Esperanza Girona y Agrafel), Juan José de Anzízu (esposo de Mercedes Girona y Agrafel), Pedro Rodríguez (esposo de Antonia Girona y Agrafel), Alfonso y Hermenegildo Mataró, Antonio Brusi y Ferrer, José Juncosa, Joaquín Cornet, Felipe Llopis, Francisco Jorba, Buenaventura Adzerol, Francisco Puig, Antolín Ovejero, Salvador Llongueras... Como se ve, estaba la empresa familiar de los Girona (Girona Hermanos, Clavé y Cía.) junto con todos los miembros de la familia Girona Agrafel a título personal, siendo la primera el mayor accionista de la compañía, con casi la mitad del capital, asumiendo los grandes riesgos de esta empresa. Destacan otros accionistas cercanos a la familia Girona, como José Vidal y Ribas.
El 18 de septiembre de 1861 entraron en explotación los 183,67 kilómetros de la sección de Lérida a Zaragoza quedando por terminar el tramo de Barcelona a Moncada, alternativo al construido y explotado por la Compañía del Camino de Hierro del Norte (línea de Granollers) compañía que en aquel tiempo pasó a denominarse Ferrocarril de Barcelona a Granollers y Gerona. Esta sección surgió del desacuerdo con dicha compañía. Se vio obligada a la construcción de una vía directa entre Barcelona y Moncada, presentando y consiguiendo la aprobación del proyecto en 1855, con la única condición de que no establecer estaciones intermedias para que la nueva línea no entrase en competencia con la del Ferrocarril de Barcelona a Granollers y Gerona, tal y como se manifestó en la Ley de 29 de abril de 1861. La línea que partía de Moncada a Lérida, venía utilizando entre Barcelona y Moncada la vía del Ferrocarril del Norte de Cataluña, previo pago de un peaje (GCH, 04.01.1857)
El nuevo tramo entre Barcelona y Moncada de 10,8 kilómetros entró en servicio el 21 de marzo de 1862 y en él se encontraban los talleres generales de la compañía construidos en San Andrés del Palomar (donde está la estación de San Andrés Condal y futura estación central de Sagrera). La puesta en servicio de este tramo de enlace con Barcelona supuso completar los 367,6 kilómetros de línea hasta Zaragoza. Concluida la misma, se superó el presupuesto inicial. Necesitando la sociedad realizar grandes inversiones en tan corto espacio de tiempo, la mayor parte de los fondos fueron aportados por el contratista de la línea Girona Hermanos, Clavé y Cía. y por la sociedad Catalana General de Crédito.
A poco de terminarse la línea se construyó un ramal desde Tardienta a Huesca que permitió que, en septiembre de 1864, el ferrocarril llegase a otra capital aragonesa. En ese mismo año se fusionó con la compañía del Ferrocarril de Zaragoza a Pamplona, pasando a denominarse la resultante Ferrocarriles de Zaragoza a Pamplona y Barcelona, que tampoco resultó viable, acabando por fusionarse en 1878 con la compañía Caminos de Hierro del Norte de España. Mediante las sucesivas fusiones, los accionistas de esta línea pasaron a tener 316 pesetas en acciones de Caminos de Hierro del Norte de España por cada 500 pesetas desembolsadas inicialmente.
La compañía montó desde su inicio unos talleres de fabricación de material ferroviario que tuvieron mucha actividad. En estos talleres, aunque contando con elementos metálicos importados, fueron construidos por ebanistas del país centenares de coches y vagones con destino a la explotación de esta línea. Dicha producción se adelantó a la producción de material rodante que la familia Girona desarrolló en la Herrería de Nuestra Señora del Remedio, que en 1881 se transformó en la Material para Ferrocarriles y Construcciones, S.A., conocida popularmente como Can Girona.
En 1928, Norte electrificó el tramo Barcelona a Manresa, en doble vía. Sin embargo la tracción eléctrica en el resto de la línea hasta Lérida la llevó a cabo RENFE en abril de 1981. No obstante, por una noticia de la Gaceta de los Caminos de Hierro de 20.12.1927, conocemos que de los 64 km de doble vía entre Barcelona y Manresa, las obras de electrificación en aquel tramo estaban cubiertas en sus primeros 56 km en esa fecha.

## Servicios
Actualmente circulan por esta línea trenes de las líneas R4, RL3 y RL4 de Rodalies de Catalunya y la línea 38 de Lérida a Zaragoza. 